# 李綺雯
李綺雯（英語：Lee Yee Man Marine，1984年10月18日—），亞洲電視2001年女優選拔賽冠軍，外號「𡃁妹」，前亞洲電視、無綫電視藝員。

## 個人簡介
李綺雯小學畢業於大埔聖公會阮鄭夢芹小學，中學畢業於大埔聖公會莫壽增會督中學，其後中六轉讀保良局莊啟程預科書院，同年參加亞洲電視女優選拔賽。
李綺雯對主持工作極具興趣及天份，她先在亞洲電視的劇集演出，又參與直播節目「群雄奪寶」、「天氣報告」等主持工作。之後與陳啟泰及張嘉倫主持「粵港越好玩」，並於2004年擔任「雅典奧運」現場主持。
2005年跟何守信、鮑起靜、楊崢及張嘉倫一起主持「開心大發現」，形象深入民心。
2006年簽約無綫電視（TVB），得到更佳的發展機會，主持《生活放送》《遊戲天王》《世界盃》，同時亦參與更多劇集演出，演技大為進步；尤其在《戀愛季節》，《仁心解碼2》，《情越海岸線》，《畢打自己人》，《愛回家》，《大醬園》更是搶眼。更得到參演王家衛執導的電影《一代宗師》的演出機會。曾到新城電台開咪，客席主持感情問題節目新香蕉俱樂部，更為不少品牌活動擔任司儀工作。
李綺雯於2017-18年度擔任「微笑企業」、「微笑僱主」、「微笑主管」和「微笑員工」的評審主席，並頒獎予港澳地區多個於微笑服務表現優異的企業及僱主。
2019年於網路電影「極品閨蜜」擔任女主角洛莉娜，並獲邀擔任該電影編劇。
2017年於《愛·回家之開心速遞》飾演江湖大小姐賀碧雲一角，得到各方面注意。而這個角色更使她與林淑敏成為好友。
2020年離開無綫電視。

## 演出作品

### 電視劇（亞洲電視）
| 年份   | 劇名                       | 角色 |
| 2003年 | 萬家燈火                   | 凱旋 |
| 2005年 | 美麗傳說2星願              | 朱奀 |
| 2006年 | 香港奇案實錄之老千計死人財 | 阿玲 |

### 電視劇（無綫電視）
| 年份         | 劇名                 | 角色                  |
| 2007年       | 學警出更             | 安子惠                |
| 2007年       | 同事三分親           | LuLu                  |
| 2008年       | 尖子攻略             | 嚴家樂（Carol）       |
| 2008年       | 畢打自己人           | 陸冰冰（Icy）         |
| 2009年       | 老友狗狗             | 周帶弟（阿Dee）       |
| 2010年       | 談情說案             | Jay Jay               |
| 2010年       | 囧探查過界           | 紀安樂（Angie、靚妹） |
| 2011年       | Only You 只有您      | Miki                  |
| 2011年       | 點解阿Sir係阿Sir     | 張翠翠（第6集）       |
| 2011年       | 真相                 | Cat                   |
| 2011年       | 萬凰之王             | 彩 燕                 |
| 2011年       | 結·分@謊情式         | Isabella（第32集）    |
| 2012年       | 4 In Love            | CoCo                  |
| 2012年       | 當旺爸爸             | 大笑甜                |
| 2012年       | 耀舞長安             | 大口蘭                |
| 2012年       | 護花危情             | 張麗娟（師姐）        |
| 2012年       | 回到三國             | 巧 蓮                 |
| 2013年       | 初五啟市錄           | 女教師(搣匙 LEE)      |
| 2013年       | 戀愛季節             | 余家琪                |
| 2013年       | 女警愛作戰           | 本地孕婦              |
| 2013年       | 仁心解碼II           | 鄭佩茹（第15-23集）   |
| 2013年       | 情越海岸線           | 朱鈴鈴（金毛鈴）      |
| 2014年       | 守業者               | 潘小花                |
| 2014年       | 叛逃                 | 阮詠兒（Eva）         |
| 2015年       | 師奶MADAM            | 溫 晴（Connie）       |
| 2015年       | 以和為貴             | 姜美芬（Fanny）       |
| 2015年       | 潮拜武當             | 文綺莉                |
| 2015年       | 鬼同你OT             | 蔡安祖（Angie）       |
| 2015年       | 張保仔               | 牛 嫂／朱鈴鈴         |
| 2015年       | 無雙譜               | 春 桃                 |
| 2015年       | 刀下留人             | 翟霜兒                |
| 2016年       | 鐵馬戰車             | 溫彩鳳                |
| 2016年       | 末代御醫             | 瑾妃 他他拉氏         |
| 2016年       | 火線下的江湖大佬     | 米小紅                |
| 2016年       | 純熟意外             | 關慧美                |
| 2016年       | 一屋老友記           | 甘瀟慕晶（青年）      |
| 2016年       | 巨輪II               | Yuki                  |
| 2016年       | 為食神探             | Linda                 |
| 2017年       | 迷                   | 咪 咪                 |
| 2017年       | 我瞞結婚了           | 洪小恩                |
| 2017年       | 心理追兇 Mind Hunter | 廖詠嫦（青年）        |
| 2017年       | 雜警奇兵             | 劉玉萍                |
| 2017年       | 溏心風暴3            | 阿 芬                 |
| 2017至2019年 | 愛·回家之開心速遞    | 賀碧雲（賀老大）      |
| 2018年       | BB來了               | 虎媽 Kitty            |
| 2018年       | 大帥哥               | 阿 珍                 |
| 2019年       | 鐵探                 | 阮氏桂                |
| 2019年       | 白色強人             | 麻醉醫生kris          |
| 2019年       | 包青天再起風雲       | 簡素秋                |
| 2019年       | 十二傳說             | 龐芷檬                |
| 2019年       | 她她她的少女時代     | 朱燕虹                |
| 2019年       | 金宵大廈             | 雯 雯                 |
| 2019年       | 解決師               | 曾小麗                |
| 2020年       | 大醬園               | 陳映雪                |
| 2020年       | 黃金有罪             | 河 妻                 |
| 2020年       | 法證先鋒IV           | 羅清秀                |
| 2020年       | 迷網                 | 何芷茵（June）        |
| 2020年       | 過街英雄             | 張嘉莉                |

## 節目主持或嘉賓

### 亞洲電視
- 2002年：中旅至HIT推介
- 2002年：十分型靚正
- 2002年：群雄奪寶
- 2002年至2003年：天氣報告
- 2003年：台灣溫泉之旅
- 2003年：粵港越好玩
- 2003年：下一站尖沙咀
- 2003年：羊羊得意話新春
- 2003年：「告別添馬」慶祝晚會暨第37屆「工展會」慶功宴
- 2003年：娃哈哈純淨水之點點燈火點點情
- 2004年：杭州越來越好玩
- 2004年：風起八桂—廣西大地行
- 2004年：開心大發現
- 2004年：2004雅典奧運（駐雅典奧運現場主持）
- 2004年：開心大發現Ⅱ
- 2004年： 開心假期泰好玩（主持：第6、8、9、10集）
- 2005年：煮食無界限Ⅳ—泰國
- 2005年：紅魔襲港送飛大行動
- 2005年：大遊俠—深圳
- 2005年：煮食無界限Ⅲ—韓國
- 2005年：大遊俠—香港
- 2005年：風生水起港娛樂
- 2005年：亞視金曲賀台慶（司儀）
- 2005年：香港對曼聯（戶外直播主持）
- 2005年：2005偶像媽咪大賽（司儀）
- 2005年：開心大發現2005
- 2005年：開心大發現·超人氣十強
- 2005年：開心假期泰好玩
- 2005年：五大門派過雞年
- 2006年：大年初一大四喜
- 2006年：祥祥狗狗賀新禧

### 無綫電視
- 2006年：生活放送（無綫生活台）
- 2006年：遊戲天王
- 2006年：15/16（添食版）
- 2007年：再會歡樂今宵
- 2007年：筋肉擂台
- 2007年：愚樂I Love U Ⅱ（客串）
- 2008年：越大班人越好玩
- 2008年：潮遊泰國（無綫生活台）
- 2009年：星級廚房（無綫生活台）
- 2009年：天使甜品Go Go Goal
- 2010年：世界盃動起來（直播）
- 2013年：十大電視廣告頒獎禮
- 2014年：TVB 2014巴西世界盃決賽森巴嘉年華（直播）
- 2014年：TVB 2014巴西世界盃開幕森巴嘉年華（直播）
- 2014年：新春足球友誼賽
- 2015年：今日VIP
- 2016年：Sunday好戲王
- 2017年：最緊要好玩
- 2019年：姊妹淘

### 香港電台
- 2008年：教育電視中文科節目「言過其實（誇張）」
- 2005年：教育電視中文科節目「圖中的線索」
- 2006年：女人多自在3（相撲少女）
- 2005年：反斗多聲道

### 新城電台
- 2011年：新香蕉俱樂部

### HoyTV
- 2020年：《砂煲罌罉》
- 2020年：《開間咖啡店》
- 2020年：《原始組》

### ViuTV
- 2025年：《大力情人》

## 電影
| 年份   | 片名              | 角色                   |
| 2003年 | 龍咁威2003        | 警員                   |
| 2004年 | 我要做Model       | 女記者                 |
| 2005年 | 童夢奇緣          | 啤酒女郎               |
| 2006年 | 獨家試愛          | 第三者                 |
| 2007年 | 葬禮揸Fit人       | 新紥師姐               |
| 2008年 | 六樓后座2家屬謝禮 | 主持                   |
| 2009年 | 家有囍事2009      |                        |
| 2013年 | 一代宗師          | 金樓女子               |
| 2013年 | 子彈人 （微電影） | 便衣女警               |
| 2016年 | 選老頂            | 女警長                 |
| 2017年 | 拆彈專家          | 女警                   |
| 2019年 | 極品閨蜜          | 洛莉娜 LILA （女主角） |

## 廣告作品
- 2001年：Island Wake 平面廣告
- 2001年：水上樂園（國內）
- 2002年：「步飛鞋」電視廣告
- 2003年：廣告易套裝「安琪丹麥曲奇」廣告
- 2004年：「深圳嘉年華會」廣告雜誌
- 2004–2005年：廣告套裝「雲記不銹鋼」廣告
- 2005年：廣告套裝「香港中旅社」電視廣告
- 2005年：「 Bank of China Credit Card 」電視及平面廣告
- 2006年：「美麗華旅運」電視廣告
- 2006年：「順德天佑城」場內廣告
- 2009年：「羽壽司」電視廣告
- 2009年：「富士激光沖印」廣告雜誌

## 曾獲獎項
- 2009年：2009香港ITU比賽-繽紛距離個人-Female Age Group 20-29-冠軍
- 2001年：女優選拔賽冠軍

## 外部連結
- 李綺雯的Facebook專頁
- YouTube上的李綺雯頻道
- 李綺雯的Instagram帳戶
- 李綺雯的新浪微博
- Le.e.man 李綺雯Mewe專頁
- 李綺雯在香港影庫上的簡介